# Щ-412
«Щ-412» — советская дизель-электрическая торпедная подводная лодка, принадлежит к серии X-бис проекта Щ — «Щука».

## История корабля
Лодка была заложена 29 июня 1940 года на заводе № 194 «им. А. Марти» в Ленинграде под строительным номером 547.

### Служба
- 31 мая 1941 года введена в состав Отдельного Учебного ДнПЛ КБФ.
- 25 июня 1941 года была законсервирована.
- 21 декабря 1945 года была достроена и вступила в строй.
- 15 февраля 1946 года была переформирована в состав ДнСРПЛ УБрПЛ СБФ с базированием на Ораниенбаум.
- 15 августа 1946 года переформирована в состав 3-го ДнПЛ 1-й КрБрПЛ ЮБФ с базированием в городе Лиепая.
- 9 июня 1949 года переименована в С-412.
- В марте 1951 года переформирована в состав 158-й БрПЛ 27-й КрДиПЛ 4-го ВМФ с прежним местом базирования.
- В период с 1953 года по июль 1954 года находилась на ремонте в Ленинграде, затем перешла к порту приписки.
- 29 марта 1957 года выведена из боевого состава и разоружена. Поставлена на прикол в порту Палдиски и перечислена в состав 64-го ОДнОПЛ 159-й БрПЛ 27-й ДиПЛ КБФ.
- 17 апреля 1957 года переименована в ЗАС-12.
- 12 февраля 1960 года выведена из состава флота.
- 14 марта 1960 года расформирован экипаж.
- К 1961 году ПЛ была утилизирована на базе «Главвторчермета» в городе Лиепая.

## Командиры лодки
- Октябрь 1943 г. — Апрель 1944 г. — Маланченко П. П.
- 21 октября 1944 г. — 13 июня 1945 г. — Никулин В. Т.
- 14 сентября 1945 г. — 3 августа 1946 г. — Чемоданов А. Е.
- 1949 г. — 1950 г. — Зинин П. Г.
- 1953 г. — 1954 г. — Янковский И. И.
- 1954 г. — 1956 г. — Азе Г. Э.